# Brossage des dents
Pour les articles homonymes, voir Brossage.
Pour un article plus général, voir Hygiène bucco-dentaire.
 (juillet 2015).

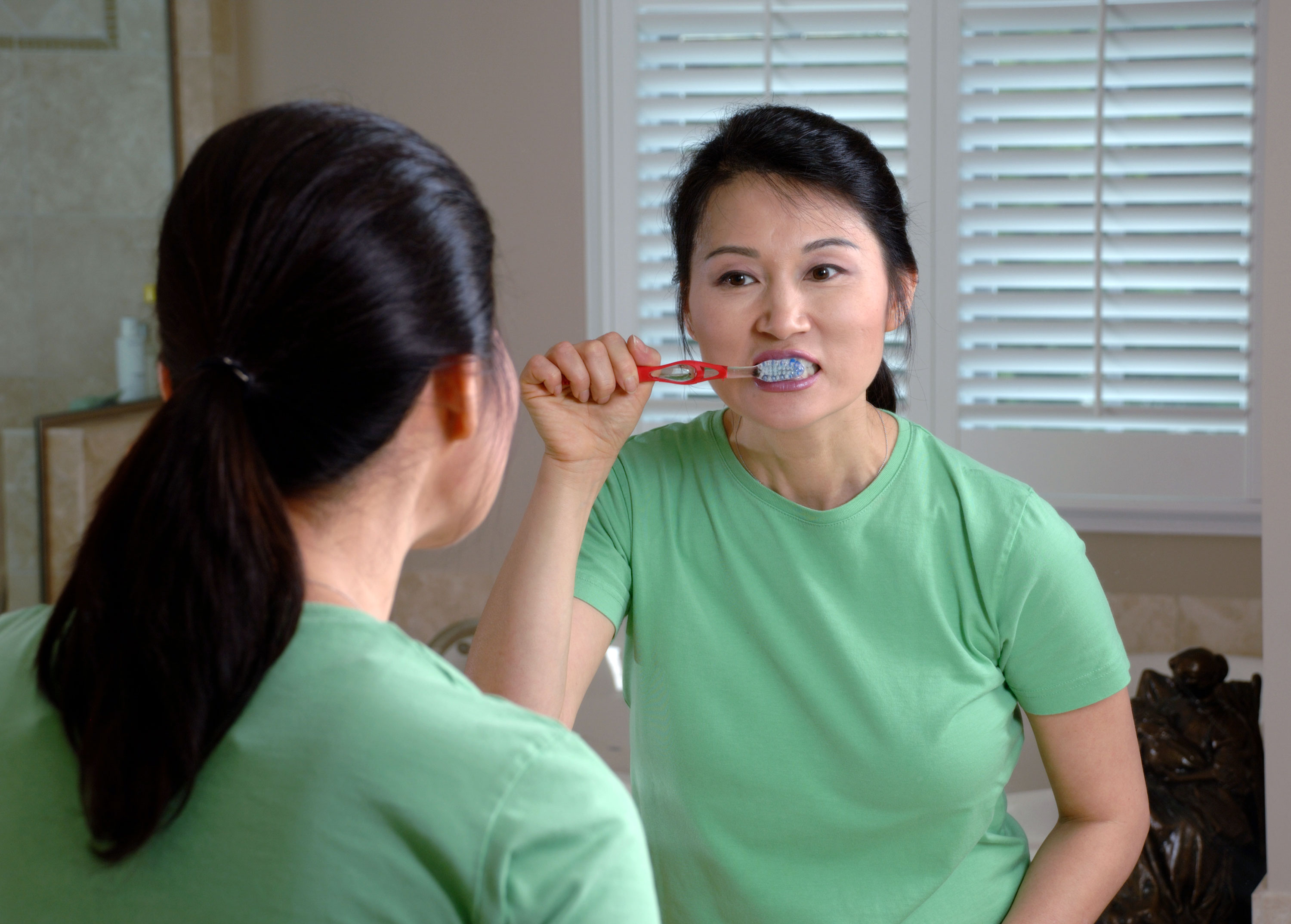
Une personne se brossant les dents devant un miroir.

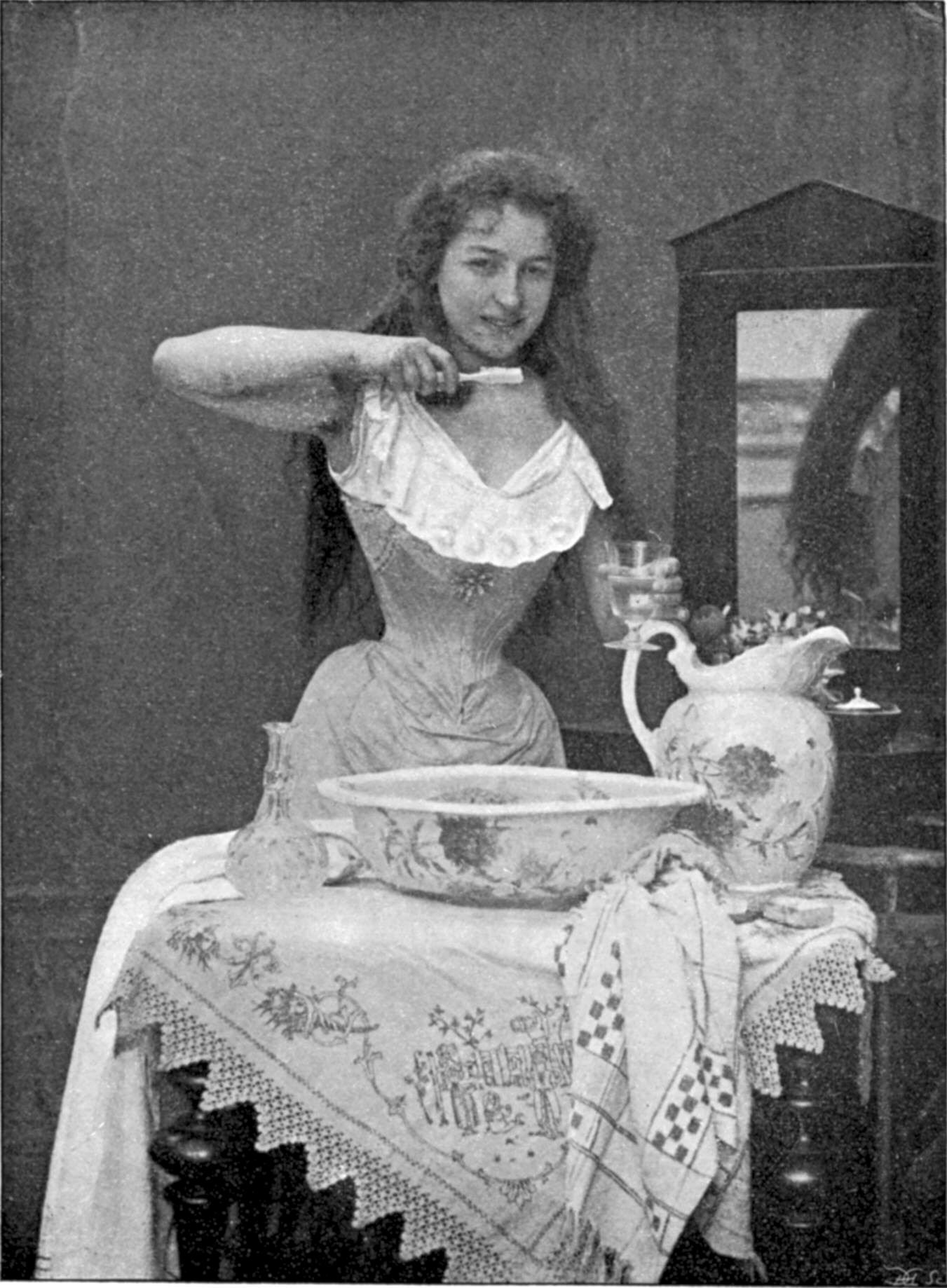
Une photo de 1899 montrant le brossage de dents.

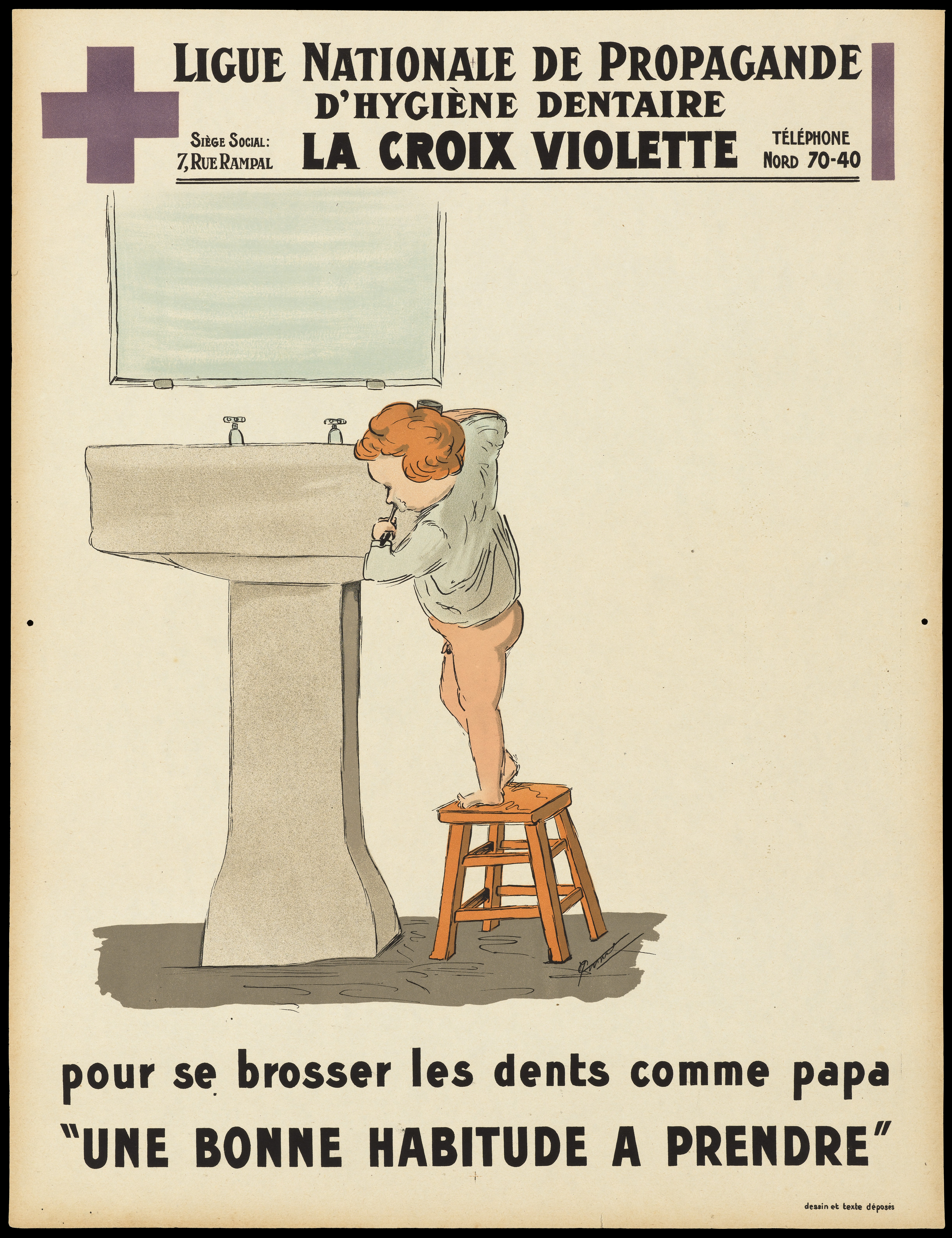
Ancienne affiche encourageant le brossage de dent.

Le brossage des dents est le frottement d'une brosse à dents contre plusieurs dents. Il a pour but le maintien de dents saines et d'un parodonte sain par l'élimination de la principale cause de pathologie dentaire : la plaque dentaire.
Par abus de langage l'expression se brosser les dents est couramment employée pour parler de l'hygiène bucco-dentaire quotidienne qui comprend d'autres soins tout aussi indispensables suivant la constitution de chaque personne comme l'usage du fil dentaire ou de brossettes interdentaires.

## Étapes préalables à l'apprentissage
1. Reconnaître la plaque bactérienne et sa localisation à l'aide d'un révélateur de plaque (qui colore la plaque dentaire) puis à l'œil nu (la plaque bactérienne est un enduit blanchâtre qui se loge au niveau des dents, près des gencives, dans les sillons... et partout où elle est retenue) ;
2. Posséder les instruments nécessaires à un bon contrôle de plaque : une glace, une brosse à dents, du fil dentaire, des bâtonnets interdentaires ou une brossette interdentaire (en cas de relief dentaire accidenté), et du dentifrice. Si nécessaire du révélateur de plaque (en phase d'apprentissage).

## Choix de la brosse à dents
La caractéristique la plus importante est la souplesse qui est fonction de la longueur du poil et de son diamètre. Il faut, dans tous les cas, utiliser une brosse à dents à poils souples et encore droits, qui est la seule qui permette d'avoir un brossage efficace et non agressif. Le brossage avec une brosse à dents dure entraîne régulièrement des récessions parodontales.
Une bonne brosse à dents doit permettre :
1. une bonne accessibilité des zones postérieures (petite tête, manche facile à tenir, courbure du col) ;
2. un bon lavage et une bonne conservation : la brosse doit pouvoir être nettoyée après utilisation. Beaucoup de brosses très décorées se salissent trop facilement.

Il est indispensable de changer régulièrement de brosse à dents (tous les trois mois selon les spécialistes, ou lorsque les poils de la brosse ne sont plus droits) afin de maintenir une qualité de brossage optimale.
Il n'est pas nécessaire de dépenser beaucoup d'argent dans l'achat de sa brosse à dents. Les brosses à dents électriques rotatives ne sont pas plus efficaces, mais elles peuvent aider à effectuer les bons gestes. Elles sont recommandées pour les personnes dont le brossage manuel est inefficace ou ayant des difficultés moteur. En revanche, elles sont déconseillées en cas de parodonte fin (gencive très fine) ou en cas d’inflammation sévère de la gencive (risque de saignement).

## Choix du dentifrice
Le dentifrice a pour intérêt principal de faciliter l'élimination de la plaque dentaire. Le principal principe actif du dentifrice est le fluor. Il renforce les couches superficielles de l'émail et les rend plus résistantes aux acides produits par les bactéries. Jusqu'à l'âge de six ans, la teneur en fluor du dentifrice doit être réduite du fait des difficultés de l'enfant à recracher (risque d'ingestion) : entre 250 et 600 ppm (parties pour millions) de deux à trois ans, entre 500 et 1 000 de trois à six ans et de 1 000 à 1 500 à partir de six ans et chez l'adulte.

## Techniques de brossage
Ce n'est pas le temps que l'on passe à se laver les dents qui permet un brossage efficace. Il faut avant tout favoriser la méthode. Le meilleur moyen de ne pas oublier de secteur, c'est de toujours suivre le même schéma et ce, de façon méthodique. Il doit être réalisé idéalement à chaque fin de repas.
Selon une étude des chercheurs de l'University College de Londres, les recommandations de bonne pratique de brossage des dents données au public sont multiples (conseils donnés par les associations de dentistes, les fabricants de dentifrice et les textes professionnels) et peu claires, les désaccords concernant principalement le temps de brossage (de 2 à plus de 3 minutes selon les recommandations), la fréquence (2 à 3 brossages quotidiens), et les conseils pratiques tels que l'angle entre la brosse à dents et la gencive (à 45°, parallèle à la dent…) ou encore les mouvements, horizontaux, verticaux, circulaires. Les techniques de brossage complexes ne sont pas plus efficaces qu'un brossage simple et doux.
Voici une de ces méthodes complexes.

Les dents sont nettoyées l'une après l'autre. Pour chaque arcade dentaire, le brossage commence par la face externe de la dernière dent d'un côté et se termine sur la face interne de la même dent du même côté. Pour des raisons d'efficacité (acquérir un automatisme), le brossage doit être fait de la même façon à chaque fois :
1. il doit être réalisé deux à trois fois par jour (idéalement trois, c'est-à-dire après chaque repas) ;
2. le brossage se fait bouche entrouverte ;
3. toujours du rouge (gencives) vers le blanc (la dent) si la brosse à dents est de type manuel ;
4. ne pas oublier de brosser la langue qui joue un rôle important dans l'hygiène bucco-dentaire. En effet, les bactéries que l'on trouve sur la plaque, se retrouvent aussi sur la langue. Un gratte-langue permet de récolter 60 % des bactéries de la bouche[1]. Cette dernière information semble cependant remise en question ces dernières années. En effet, l'Association dentaire française soutient que chez une personne en santé, l'équilibre bactérien au niveau de la langue se fait de manière naturelle. Le brossage de la langue pourrait s'avérer néfaste et « altérer sa surface et déséquilibrer les relations entre les populations bactériennes »[5].

Les mâchoires sont traitées l'une après l'autre, le brossage commence par la dernière dent d'un côté et se termine du côté opposé. Pour des raisons d'efficacité (acquérir un automatisme), le brossage doit être fait de la même façon à chaque fois :
1. mâchoire du haut, nettoyage des faces occlusales (la face qui mastique) : la brosse est posée au niveau des dernières molaires droites et se déplace vers les dernières molaires gauches en effectuant des mouvements de va-et-vient d'avant en arrière (amplitude équivalente à deux dents, effectuer le mouvement trois ou quatre fois par groupe de deux dents) ;
2. mâchoire du haut, nettoyage des faces latérales : côté joue, la brosse est posée sur la gencive avec une orientation de 45 degrés (pour ne pas blesser la gencive), le poignet tourne pour effectuer un mouvement de rouleau vers le bas. Le geste est recommencé trois ou quatre fois. On se dirige toujours de la gencive vers la dent (du « rouge vers le blanc ») pour chasser le dépôt de plaque dentaire qui se forme au collet de la dent et entre les dents (le mouvement inverse ramènerait ce dépôt). Puis, on passe aux dents suivantes pour finir du côté opposé. Arrivé au côté opposé, la brosse passe vers le palais et on effectue la même gestuelle en terminant à son point de départ. Le nettoyage des faces palatines ou linguales des incisives se fait dent par dent, en tenant sa brosse verticalement (la courbure de l'arcade ne permet pas un geste efficace, brosse horizontale) ;
3. même opération pour la mâchoire du bas.

Avec une brosse à dents électrique, il faut laisser la brosse agir cinq secondes sur chaque face de la dent, bien perpendiculaire pour ne pas laisser de creux non brossé, et conserver cette rigueur systématique.
À la suite d'un repas, les bactéries libèrent davantage d'acide. Le brossage doit être réalisé le plus rapidement possible après le repas. Néanmoins, une étude récente (2012) suggérerait que le brossage juste après le repas (dans les premières trente minutes suivant le repas) favoriserait la croissance bactérienne et la déplétion de la dentine (couche située juste en dessous de l'émail) par une plus grande pénétration de l'acidité vers la dentine.
Le fil dentaire est également indispensable. Il permet de nettoyer les côtés des dents et sous la couronne d'émail, inatteignables par la brosse. Prendre 60 cm, l'enrouler autour des doigts et déployer un fil propre pour chaque face. Frotter le fil en appuyant sur la dent arrière et la dent avant, pas sur la gencive !
Enfin, une brossette inter-dentaire peut permettre de nettoyer le petit creux entre gencive et dents.

## Fréquences de brossage
La France, avec 1,4 brossage par jour et deux brosses utilisées par an, est loin des recommandations des dentistes qui préconisent un brossage après chaque repas et le renouvellement d'une brosse par trimestre, la Haute Autorité de santé recommandant quant à elle le brossage au minimum deux fois par jour avec un dentifrice fluoré. 50 % des consommateurs ne se brosseraient pas les dents le soir et 57 % des enfants de moins de cinq ans n'auraient jamais lavé leurs dents.
Le brossage le plus important est celui du soir car pendant la nuit, les muqueuses de la bouche n'ont plus que 30 % de salive restante par rapport à la journée, ce déficit de salive qui nettoie la cavité buccale rendant les bactéries plus agressives.
Une revue de la littérature scientifique publiée en 2005 affirme qu'il existe un consensus scientifique que le brossage des dents une fois par jour est suffisant pour maintenir la santé buccodentaire et pour prévenir les caries et les maladies parodontales.
Une méta-analyse publiée en 2016 trouve que l'odds ratio d'avoir des caries dentaires lorsqu'on ne se brosse pas fréquemment les dents ne différait quasiment pas par rapport aux personnes se brossant au moins une fois les dents par jour (OR: 1.56; 95% CI: 1.37 to 1.78) et les personnes se brossant au moins deux fois les dents par jour (OR: 1.45; 95% CI: 1.21 to 1.74).

## Fluor
Le fluor a un important effet cario-statique. C'est la raison pour laquelle il est un composant des pâtes à dentifrices.
Il agit en se fixant sur l'émail des dents : l'ion hydroxyde de l'hydroxy-apatite Ca5(PO4)3(OH) qui constitue l'émail des dents est partiellement remplacé par des ions fluorures pour donner de la fluro-apatite Ca5(PO4)3(F). L'ion fluorure étant une base plus faible que l'hydroxyde, l'émail devient plus résistant à l'acide produit par les bactéries de la plaque dentaire après un repas.
Le fluorure peut être amené au niveau des dents par voie locale. C'est la voie à privilégier, qui présente le plus d'avantages et le moins d'effets secondaires. L'intermédiaire est le dentifrice. La concentration en fluor des dentifrices pour adultes est relativement constante : 1 000 à 1 500 ppm. Le fluor contenu dans le dentifrice va se fixer sur les dents lors du brossage. La durée de brossage doit donc être suffisante. 
Les enfants avalent toujours une partie du dentifrice, surtout les plus jeunes. L'ingestion de dentifrice diminue avec l'âge : de 2 à 4 ans, 50 % du dentifrice est avalé ; de 4 à 6 ans, 30 % du dentifrice est avalé, à 6 ans et plus, 10 % du dentifrice est avalé.
Il est donc très important d'adapter la concentration de fluor à l'âge de l'enfant.
Recommandations sur la concentration et la quantité de dentifrice : à partir de 3 ans, un dentifrice avec une trace de fluor (250 ppm) ; puis progressivement jusqu’à 6 ans, on augmente la quantité, 500 à 1 000 ppm. Après 6 ans, 1 000 à 1 500 ppm, en continuant d'augmenter la dose.
Il faut rester prudent, car une ingestion excessive de fluor est toxique.